# Daniel Jesch
Daniel Jesch (geboren am 27. September 1974 in München) ist ein deutscher Schauspieler, der dem Ensemble des Wiener Burgtheaters angehört.

## Leben
Nach dem Abitur 1994 am Otto-von-Taube Gymnasium in Gauting, absolvierte Jesch seinen Zivildienst in der „Stiftung Pfennigparade“ in München (Schwerstbehindertenbetreuung). Es folgte von 1996 bis 1998 ein Philosophiestudium an der Philosophischen Fakultät und von 1998 bis 2000 ein Studium an der Hochschule für Musik und Theater Zürich.
Seit 2000 hat Jesch ein Engagement am Burgtheater Wien. Bekannt wurde er mit seiner Hauptrolle in dem Stück Das Maß der Dinge von Neil LaBute, welches unter Regie von Igor Bauersima in Koproduktion mit den Salzburger Festspielen uraufgeführt wurde. Seit Oktober 2000 ist er Ensemblemitglied des Wiener Burgtheaters. Dort spielte u. a. in Martin Kušejs Inszenierung von König Ottokars Glück und Ende (2005), in Andrea Breths Hamlet-Inszenierung und – neben Klaus Maria Brandauer in der Titelrolle – in Peter Steins König Lear-Inszenierung. Zudem ist Jesch auch in einigen Film- und Fernsehproduktionen zu sehen. Unter anderem spielte er jeweils in einer Episode bei den Fernsehserien Der Winzerköng und Wiener Stimmung mit.

## Rollen (Auswahl)
Theater
- 2000 "Frühlingserwachen" / Ernst Röbel / Regie: Christina Paulhofer / Burgtheater Wien
- 2003 „Hamlet“ / Laertes / Regie: Klaus-Maria Brandauer / Burgtheater Wien
- 2003 „Die Zoogeschichte“ / Jerry / Regie: Carolin Pienkos / Akademietheater Wien
- 2005 „König Ottokars Glück und Ende“ / Seyfried Merenberg / Regie: Martin Kušej / Salzburger Festspiele /
- 2007 „Verbrennungen“ /Simon / Regie: Stefan Bachmann / Burgtheater Wien
- 2011 „Romeo und Julia“ / Tybalt / Regie: David Bösch / Burgtheater Wien
- 2012 „Hamlet“ / Fortinbras / Regie: Andrea Breth / Burgtheater Wien
- 2013 „König Lear“ / Herzog von Burgund / Oswald / Regie: Peter Stein / Burgtheater Wien
- 2013 "Der Alpenkönig und der Menschenfeind" / Astragalus / Regie: Michael Schachermaier / Burgtheater Wien
- 2014 "Dantons Tod" / Lacroix / Regie: Jan Bosse / Burgtheater Wien
- 2015 "Die Schutzbefohlenen" / Ohne Namen / Regie: Michael Thalheimer / Burgtheater Wien
- 2016 "Party Time" / Fred / Regie: Milos Lolic / Kasino Burgtheater
- 2017 "Hexenjagd" / Harrick / Regie: Martin Kušej / Burgtheater Wien
- 2018 "Ein Sommernachtstraum" / Theseus / Regie: Leander Haußmann / Burgtheater Wien
- 2018 "Endstation Sehnsucht" / Stanley Kowalski / Regie: Beverly Blankenship / Festspiele Reichenau
- 2019 "Woyzeck" / Hauptmann / Regie: Johan Simons / Akademietheater Wien
- 2019 "Die Schönen und Verdammten" / Anthony Patch / Regie:Michael Gampe /  Festspiele Reichenau
- 2020 "Automatenbüfett" / Oberförster Wutlitz / Regie:Barbara Frey / Akademietheater Wien
- 2021 "To noč sem jo videl" / Horst Hubmayer / Regie: Janez Pipan / Drama Maribor
- 2021 "Der Sturm" / Caliban / Regie: Thorleifur Örn Arnarsson / Burgtheater Wien
- 2022 "Extrem teures Gift" / Aleander Litwinenko / Regie: Martin Kušej / Kasino Burgtheater
- 2024 "Iphigenie auf Tauris" / Thoas / Regie: Ulrich Rasche / Akademietheater Wien
- 2024 "Der jüngste Tag" / Thomas Hudetz / Regie: Maria Happel / Festspiele Reichenau
- 2024 "Toto" / Rüdiger / Regie: Ersan Mondtag / Burgtheater Wien

Film
- 1999 „Broke“ / Schmidt / Regie: B. Kempf (HGK Zürich), „Ade“ /Thomas / Regie: s. o, „Grooves“ /Mann / Regie: A. Boutellier
- 2000 „Sommerbriefe“ / Mann / Regie: B. Oberli (HGK Zürich)
- 2000 „Stille Liebe“ / Banker / Regie: Ch. Schaub (T&C Film, Zürich)
- 2004 „Septem“ / Michael / Regie: M. Fandl (B. Zimmel Film-& Multimediaproduktion, Wien)
- 2006 "Dämonen" / Mann / Regie: Sebastian Meise
- 2007 "Der Winzerkönig" / Gastrolle / Regie:Claudia Jüptner (ORF)
- 2017 "Life Guidance" / Banker / Regie: Ruth Mader (KPG Filmproduktion)
- 2024 Vienna Blood – Mephisto / Wenzel Tanhofer / Regie: Umut Dag / (ORF)